# 针苞菊
针苞菊（学名：Tricholepis furcata）是菊科针苞菊属的植物。其种加词“furcata”意为“叉状的”。分布于克什米尔、印度、不丹以及中国大陆的西藏等地，生长于海拔2,600米的地区，见于山谷林缘，目前尚未由人工引种栽培。